# Трудовая Армения
Трудова́я Арме́ния — хутор в Каневском районе Краснодарского края.
Входит в состав Стародеревянковского сельского поселения.

## География
Хутор находится на берегу на реки Мигута.

## История
23 февраля 2024 года в районе хутора упал сбитый российский самолёт-разведчик А-50.

## Население
| 2002 | 2010 |
| ---- | ---- |
| 155  | ↘124 |

## Улицы
На хуторе имеется одна улица — Полевая.